# Rodrigo Bentancur
Rodrigo Bentancur Colmán (* 25. června 1997 Nueva Helvecia) je uruguayský profesionální fotbalista, který hraje na pozici středního záložníka za anglický klub Tottenham Hotspur FC a za uruguayský národní tým.

## Klubová kariéra

### Boca Juniors
Bentancur je odchovanec argentinského klubu CA Boca Juniors. V roce 2015 debutoval v A-týmu Bocy, a to při bezbrankové remíze proti Club Atlético Nueva Chicago.

### Juventus
V roce 2017 přestoupil do italského Juventusu, který za něj zaplatil přes 9 miliónů euro.
Svůj klubový debut, a zároveň debut v Serii A, si odbyl 26. srpna 2017, když nastoupil jako náhradník při venkovní výhře 4:2 nad Janovem. 6. října 2018 vstřelil Bentancur svůj první gól v dresu Juventusu, a to při venkovní výhře 2:0 nad Udinese v Serii A.

## Reprezentační kariéra
V roce 2017 vyhrál s Uruguayí Mistrovství Jižní Ameriky do 20 let.
Svůj reprezentační debut si odbyl 5. října a to při venkovní bezbrankové remíze sVenezuelou. V květnu 2018 byl Bentancur nominován na závěrečný turnaj Mistrovství světa 2018 v Rusku. Ve všech třech zápasech základní skupiny nastoupil v základní sestavě (proti Egyptu, Saúdské Arábii a Rusku) a pomohl Uruguayi k postupu do osmifinále z prvního místa. V osmifinále asistoval na branku Edinsona Cavaniho, která v 62. minutě nasměrovala Uruguay k výhře nad Portugalskem 2:1. Uruguay ve čtvrtfinále narazila na Francii, které podlehla 2:0, přičemž Bentancura v 59. minutě vystřídal Cristian Rodríguez.
V kvalifikačním zápase o mistrovství světa 2022 v Kataru 2. února 2022 vstřelil už v první minutě gól do sítě Venezuely při domácí výhře 4:1.

## Úspěchy
Boca Juniors
- Primera División: 2015, 2016/17
- Copa Argentina: 2014/15

Juventus
- Serie A: 2017/18, 2018/19
- Coppa Italia: 2017/18

Uruguay U20
- Mistrovství Jižní Ameriky do 20 let: 2017[13]